# Jornal de Notícias
El Jornal de Noticias, también conocido como JN, es un periódico diario de noticias portugués, fundado en 1888, en Oporto.
Actualmente, pertenece al grupo Controlinveste, y tiene como director Manuel Tavares.